# Blak Vomit
I Blak Vomit sono una punk band italiana originaria della provincia di Varese attiva dal 1989, noti con il nome di Le Iene tra il 1999 ed il 2003.

## Storia del gruppo
La band nasce dall'incontro tra il cantante Jena ed il batterista Tromba.
Il primo omonimo demo autoprodotto è del 1992, cui fa seguito nel 1993 il primo vero disco: Nausea da Punk. Il loro secondo lavoro, Spruzzuppen, esce nel 1995, e nel 1996 pubblicano l'EP dal vivo Fantasma Live.
Dopo una lunga serie di concerti e partecipazioni ad eventi live come Milano suona, vengono presi sotto contratto dal produttore Franco Godi (già con Articolo 31 e Gemelli DiVersi) e cambiano nome in Le Iene; con questa formazione aprono al Monza Rock Festival nel 1999.
Nel 2003 si ha il ritorno alle origini con il vecchio nome Blak Vomit e la realizzazione di un nuovo lavoro: Kalifornia Paranoia. I successivi lavori sono Club 100 (2004), Il pazzo (2005), Bastida Pancarana (2006), La Fortuna degli stronzi (2007) e Karnefixina (2010).
Nel 2012 esce Manifext, riedizione di 10 brani, che include oltre ai classici Miss Italia, Alcool e Paura anche le versioni riarrangiate di Oltre la morte e Mai.
Per il 30 giugno 2017 viene annunciata l'uscita del nuovo album Macelleria Soxial per la Indiehub. Dall'album vennero estratti due videoclip, Cambio che uscì il giorno prima del disco, e Licenziato al volo, che vedeva come protagonista la calciatrice Marta Fabris.
Nel gennaio 2018 il loro brano Lavatrice viene inserito nella compilation Rock 'n' Roll edita da Universal.

## Formazione
- Iena: voce (membro fondatore)
- Soflan: chitarra
- Sabo: basso
- Derrick: batteria

## Discografia
- Nausea da Punk (1993)
- Spruzzuppen (1995)
- Fantasma (live) (1996)
- Kalifornia Paranoia (2003)
- Club 100 (2004)
- Il pazzo (2005)
- Bastida pancarana (2006)
- La fortuna degli stronzi (2007)
- Karnefixina  (2010)
- Macelleria Soxial (2017)

### Raccolte
- Manifext (2012)